# تصور کن
تصور کن (به انگلیسی: Imagine) ترانهٔ مشهور آرمان‌شهری تصنیف‌شده و اجراشده توسط جان لنون است که در آلبومی به همین نام در سال ۱۹۷۱ منتشر شده‌است. در حالی که در طی این سال‌ها نسخه‌های متفاوتی از این ترانه توسط اشخاص مختلف اجرا شده‌اند، نسخهٔ اصلی با آوازی موقرانه و صدای پیانویی مسحورکننده، کیفیت موسیقایی خود را حفظ کرده‌است و در برنامه‌های رادیو و غیره هنوز هم پخش می‌شود. در فهرست مجلهٔ رولینگ استون از بهترین ترانه‌های راک تمام دوران‌ها که بر طبق نظرخواهی از اهل فن منتشر کرده‌است، این ترانه رتبهٔ سوم را کسب کرده‌است.
لنون این ترانه را ترانه‌ای «ضد مذهبی، ضد میهن‌پرستانه، ضد رسم و رسوم عرفی، ضدسرمایه‌داری» معرفی می‌کند که «به دلیل ظاهر زیبا و غلط‌انداز پذیرفته و محبوب شده‌است».
در این ترانه لنون از ما می‌خواهد که تصویری آرمانگرایانه‌ای را در ذهن تصور کنیم که در آن «بهشت و جهنم وجود ندارد»، «هیچ کشوری وجود ندارد»، «هیچ دینی نیست»، «تملک وجود ندارد» و «چیزی ارزش کشتن و مردن را ندارد». افراد در این جهانِ آرمانی «به صلح و صفا زندگی می‌گذرانند» و «در همهٔ دنیا با هم سهیم‌اند». البته شک در مورد امکان وقوع چنین توصیفاتی در خودِ ترانه نیز ابراز می‌شود.
با وجود اینکه تصور می‌شده‌است که متن این ترانه کاملاً زادهٔ ذهن لنون و دید صلح‌طلب او به جهان بوده‌باشد، اما شاه‌بیت (ترجیع‌بند) این ترانه از یوکو اونو، همسر جان لنون است. وی که کودکی خود را طی جنگ جهانی دوم در ژاپن گذرانده‌است، جملاتی این‌چنینی را در حدود سال‌های دههٔ ۱۹۶۰، پیش از آنکه لنون را ملاقات کرده‌باشد، در اشعارش آورده‌است. در مصاحبه‌ای که چهار روز پیش از قتل لنون انجام شده‌است، او اذعان می‌کند که یوکو هم باید به‌عنوان تصنیف‌گر این ترانه شناخته شود. در همین مصاحبه او اعتراف کرده‌است که در زمان انتشار این ترانه، اعلام نقش یوکو در مورد متن ترانه را نمی‌توانسته به‌دلیل دیدِ بسیار مردانه‌اش بپذیرد.
در هر صورت، این ترانه به مشهورترین ترانهٔ لنون و امضایی برای او تبدیل شد. برخی این ترانه را مصداقی برای آرمان های کمونیسم می دانند 

## متن ترانه
این آهنگ هم درباره آرزوی برقراری صلح و برابری در جهان است.
Imagine there's no Heaven
تصور کنین که بهشتی وجود نداره
It's easy if you try
آسونه اگه تلاش کنی
No hell below us
جهنمی زیر ما نیست
Above us only sky
بالای ما فقط آسمونه
Imagine all the people
تصور کنین که تمام مردم
Living for today
برای امروز زندگی میکنن
Imagine there's no countries
تصور کنین هیچ کشوری وجود نداره
It isn't hard to do
انجامش سخت نیست
Nothing to kill or die for
چیزی نیست که به خاطرش کشت یا مرد
And no religion too
همچنین هیچ دینی هم وجود نداره
Imagine all the people
تصور کنین که تمام مردم
Living life in peace
در صلح زندگی میکنن
You may say that I'm a dreamer
امکان داره بگین من خیالپردازم
But I'm not the only one
اما من تنها شخص نیستم
I hope someday you'll join us
امیدوارم یه روز به ما بپیوندی
And the world will be as one
و جهان یکی میشود
Imagine no possessions
تصور کن هیچ ملک خصوصی ای وجود نداره
I wonder if you can
میخوام ببینم اگه میتونی
No need for greed or hunger
چیزی نیست که بخاطرش طمع ورزید
A brotherhood of man
یه سرزمین برادری که انسان ها توش زندگی میکنن
Imagine all the people
تصور کنین که تمام مردم
Sharing all the world
تمام دنیا رو به اشتراک میذارن
You may say that I'm a dreamer
امکان داره بگین من خیالپردازم
But I'm not the only one
اما من تنها شخص نیستم
I hope someday you'll join us
امیدوارم یه روز به ما بپیوندی
And the world will live as one
و جهان یکی میشود